# VAT-R
Wniosek VAT-R – dokument (formularz) rejestracyjny lub aktualizacyjny składany przez podatnika w urzędzie skarbowym. Złożenie wniosku rejestracyjnego nadaje podatnikowi status podatnika VAT czynnego (również zwolnionego z VAT). Podatnik zarejestrowany jako podatnik VAT czynny może odliczać podatek naliczony i występować o zwrot VAT. 

## Cel i miejsce złożenia zgłoszenia
Podatnik składa wniosek VAT-R w celu:
- rejestracji lub
- aktualizacji danych.

Zgłoszenie rejestracyjne składane jest w celu nabycia statusu podatnika czynnego lub zwolnionego z VAT przed dokonaniem pierwszej czynności podlegającej opodatkowaniu podatkiem od towarów i usług.
Zgłoszenie aktualizacyjne składane jest w przypadku zmiany danych na złożonym wcześniej zgłoszeniu rejestracyjnym (np. zmiana miejsca wykonywania działalności (zmiana Urzędu Skarbowego do odprowadzania podatku VAT)) w ciągu 7 dni od nastąpienia danej zmiany.